# Scelionidae
Scelionidae is een familie van vliesvleugelige wespachtige insecten.

## Geslachten
- Amblyscelio  (1)
- Anteris  (5)
- Anteromorpha  (1)
- Apegus  (21)
- Aradophagus  (3)
- Baeus  (4)
- Baryconus  (4)
- Calotelea  (3)
- Calliscelio  (3)
- Ceratobaeus  (3)
- Ceratoteleas  (1)
- Duta  (1)
- Embidobia  (1)
- Encyrtoscelio  (3)
- Eremioscelio  (6)
- Eumicrosoma  (2)
- Gryon  (41)
- Holoteleia  (1)
- Hungarogryon  (1)
- Idris  (31)
- Latonius  (1)
- Macroteleia  (12)
- Mantibaria  (1)
- Marshalliella  (1)
- Opisthacantha  (1)
- Paratelenomus  (1)

- Paridris  (2)
- Probaryconus  (4)
- Prosacantha  (2)
- Proteleas  (3)
- Psilanteris  (1)
- Scelio  (17)
- Sparasion Latreille, 1802 (34)
- Teleas  (22)
- Telenomus  (161)
- Thoron  (2)
- Tiphodytes  (2)
- Trimorus  (131)
- Trisacantha  (7)
- Trissolcus  (40)
- Xenomerus  (3)